# Hamlet (filme de 1996)
Hamlet é uma adaptação cinematográfica estadunidense e britânico de 1996, do género drama romântico, realizado por Kenneth Branagh, que também interpreta o príncipe Hamlet, baseado na obra homónima de William Shakespeare. O filme também apresenta Derek Jacobi como Rei Cláudio, Julie Christie como Rainha Gertrudes, Kate Winslet como Ofélia, Michael Maloney como Laertes, Richard Briers como Polônio, como Nicholas Farrell como Horácio. Outros membros do elenco incluem Robin Williams, Gérard Depardieu, Jack Lemmon, Billy Crystal, Rufus Sewell, Charlton Heston, Richard Attenborough, Judi Dench, John Gielgud e Ken Dodd.
O filme é a primeira versão cinematográfica integral de Hamlet, com duração de pouco mais de quatro horas. A ambientação é atualizada para o século XIX, mas o inglês elizabetano permanece o mesmo. O Palácio de Blenheim é o cenário usado para os terrenos exteriores do Castelo Elsinore e os interiores foram fotografados no Shepperton Studios, combinados com as filmagens feitas em Blenheim. Hamlet foi também o último grande filme dramático para ser filmado inteiramente em 70 mm até 2012, com o lançamento de The Master de Paul Thomas Anderson.
Hamlet foi considerado uma das melhores adaptações de filmes de Shakespeare. No entanto, não foi um sucesso de bilheteria, faturando pouco menos de US$5 milhões em um orçamento de US$18 milhões. O filme recebeu quatro nomeações no Oscar 1997 para Melhor Direção de Arte (Tim Harvey), Melhor Figurino (Alexandra Byrne), Melhor Trilha Sonora Original (Patrick Doyle) e Melhor Roteiro (Roteiro Adaptado) (Kenneth Branagh)

## Sinopse
O filme segue a trama da peça original e é a primeira adaptação a ter o texto original completo.

## Elenco
- Kenneth Branagh .... Hamlet, protagonista da história e príncipe da Dinamarca. Ele é filho do falecido rei Hamlet e herdeiro do trono da Dinamarca. A princípio, Hamlet está triste pela morte de seu pai e insatisfeito com o rápido casamento de sua mãe com Cláudio. No entanto, Hamlet é posteriormente informado pelo fantasma de seu pai, rei Hamlet, que Cláudio o assassinou, usurpando seu título. Ao conhecer esse crime, Hamlet jura vingar o assassinato de seu pai. A interpretação de Branagh do papel-título, por sua própria admissão, foi consideravelmente menos "neurótica" do que outras, removendo a fixação edipiana de maneira tão proeminente no filme de Olivier de 1948, entre outras. Durante as cenas em que Hamlet finge ser louco, Branagh retratou o príncipe como maníaco.
- Derek Jacobi .... Rei Cláudio, o antagonista da história e irmão do falecido rei. Ele matou seu irmão Hamlet, derramando veneno em seu ouvido enquanto dormia. Ele rapidamente usurpa o título de seu irmão e se casa rapidamente com sua viúva. A princípio, acreditando que Hamlet estava louco pela perda de seu pai e pela rejeição de Ofélia, Cláudio é convencido por Polônio a espionar Hamlet. Quando Cláudio descobre mais tarde que Hamlet conhece o assassinato, ele tenta usar Rosencrantz e Guildenstern , dois dos colegas de escola de Hamlet, para matar seu sobrinho. Embora Rosencrantz e Guildenstern estejam mais do que dispostos a servir Cláudio, eles não têm ideia de que ele quer Hamlet morto. Jacobi apareceu no papel-título na versão da BBC feita em 1980, para televisão, de Hamlet.
- Julie Christie .... Rainha Gertrudes, rainha da Dinamarca e esposa do falecido rei Hamlet e do rei Cláudio, com quem se casou rapidamente após a morte do ex-ignorante da jogada suja que causou sua morte.
- Richard Briers .... Polônio, o lorde camarista. Um corpo ocupado impertinente, Polônio acredita que Hamlet está louco e convence Cláudio a se juntar a ele na espionagem do príncipe. Ele acaba sendo assassinado enquanto Hamlet escuta, que o confunde com Cláudio.
- Kate Winslet .... Ofélia, nobre da Dinamarca e filha de Polônio. Ofélia era o interesse romântico de Hamlet, até ser aconselhada por seu pai Polônio e seu irmão Laertes a encerrar seu relacionamento. Ela acaba ficando louca pela rejeição de Hamlet e pelo assassinato de seu pai e se afoga.
- Nicholas Farrell .... Horácio, um bom amigo de Hamlet, que ele conheceu enquanto cursava a Universidade de Wittenberg.
- Michael Maloney como Laertes, filho de Polônio e irmão de Ofélia. Depois de instruir sua irmã a não ter mais relações com Hamlet, ele parte para Paris. Com a notícia do assassinato de seu pai, Laertes retorna à Dinamarca, levando uma multidão a invadir o castelo. Cláudio explica a ele quem era o verdadeiro assassino e incita Laertes a matar Hamlet e vingar a morte de Polônio. Mais tarde, ele conspira com Cláudio para assassinar Hamlet durante um duelo de esgrima.
- Rufus Sewell como Fortimbrás, o príncipe herdeiro norueguês. Mostrado principalmente em flashback e frequentemente referenciado ao longo do filme, Fortimbrás e seu exército atacam o castelo de Elsinore durante a cena final, assumindo o trono vago da Dinamarca.

### Personagens de apoio
- Robin Williams como Osrico, o cortesão de Elsinore enviado por Cláudio para convidar Hamlet a participar do duelo com Laertes.
- Gérard Depardieu como Reinaldo, um servo de Polônio. Ele é enviado por Polônio a Paris para verificar Laertes.
- Timothy Spall como Rosencrantz, um amigo cortesão de Hamlet que é enviado por Cláudio para espionar Hamlet.
- Reece Dinsdale como Guildenstern, um amigo cortesão de Hamlet que é enviado por Cláudio para espionar Hamlet.
- Jack Lemmon como Marcelo, um sentinela em Elsinore que, com Barnardo, alerta Horácio da aparição do fantasma do rei Hamlet.
- Ian McElhinney como Bernardo, um sentinela de Elsinore que, com Marcellus, alerta Horácio da aparição do fantasma do rei Hamlet.
- Ray Fearon como Francisco, um sentinela em Elsinore e o primeiro personagem a aparecer na tela.
- Brian Blessed como o fantasma do pai de Hamlet, uma aparição na forma do falecido rei que informa Hamlet de seu assassinato e a usurpação de Cláudio no trono.
- Billy Crystal como primeiro coveiro, um sacristão que escava o túmulo de Ofélia que argumenta por que ela não deveria receber o enterro cristão antes de fazer um rápido diálogo com Hamlet. Mais tarde, ele apresenta o crânio de Yorick a Hamlet, sem conhecer a história de Hamlet com o bobo da corte.
- Simon Russell Beale como segundo coveiro
- Don Warrington como Voltimand, um embaixador enviado pelo rei Cláudio ao velho rei da Noruega.
- Ravil Isyanov como Cornelius, um embaixador enviado pelo rei Cláudio ao velho rei da Noruega.
- Charlton Heston como ator que interpreta o rei.
- Rosemary Harris como atriz que interpreta a rainha.
- Richard Attenborough como embaixador inglês.
- John Gielgud como Príamo, o rei de Troia, apareceu em flashback durante o discurso do rei.
- Judi Dench como Hécuba, a rainha de Troia e esposa de Príamo, apareceu em flashback durante o discurso do rei.
- John Mills como velho rei da Noruega, tio de Fortimbrás, apareceu em flashback repreendendo seu sobrinho por reclamações contra a Dinamarca.
- Ken Dodd como Yorick, o Bobo da corte do rei, interpretou em flashback entretendo a realeza de Elsinore durante a cena dos coveiros.
- John George Spencer-Churchill, 11.º Duque de Marlborough, aparece em uma pequena cena de participação como o capitão norueguês.

## Produção

### Origens
Aspectos da encenação do filme são baseados na recente produção da peça pela Royal Shakespeare Company, de Adrian Noble, na qual Branagh havia desempenhado o papel principal.

### Texto
O filme usa um texto conflituoso baseado no First Folio de 1623 , com acréscimos do Segundo Quarto e emendas de outras fontes. De acordo com uma nota anexada ao roteiro publicado:
O roteiro é baseado no texto de Hamlet, como aparece no First Folio - a edição das peças de Shakespeare coletadas por seus associados teatrais Heminges e Condell e publicadas em 1623 por um sindicato de livreiros. Nada foi cortado deste texto, e algumas passagens ausentes dele (incluindo o solilóquio "Como todas as ocasiões me informam ...") foram fornecidas pelo Segundo Quarto (uma edição da peça que existe em cópias datadas de 1604 e 1605). Também incorporamos algumas leituras de palavras e frases desta fonte e de outros textos impressos iniciais, e em alguns casos emendas de editores modernos da peça. Assim, em I, 4, na passagem (do Segundo Quarto) sobre o "dram of eale", usamos uma emenda da edição de Oxford do Complete Works (editado por Stanley Wells e Gary Taylor, 1988): "toda a substância nobre exagerada" - ao invés do original "de uma duvida".

### Estilo
Apesar de usar um texto completo, o filme de Branagh também é muito visual; faz uso frequente de flashbacks para representar cenas que são descritas apenas, mas não executadas no texto de Shakespeare, como a amizade de infância de Hamlet com Yorick, ou cenas implícitas no texto da peça, como o relacionamento sexual de Hamlet com Ofélia de Kate Winslet. "Eu acho que Shakespeare teria aprovado", disse Branagh, sobre as cenas de amor em que ambos atuaram nus. "Ele era um garoto levado. Havia muitos trocadilhos sobre os órgãos sexuais e os desejos sexuais em suas peças".
Winslet riu quando perguntada como foi filmar as cenas tórridas com Branagh nu. "Foi muito engraçado", diz, "porque, é claro, Ken estava dirigindo também. Nos atracávamos na cama e aí ele pedia licença para olhar o material". O filme também usa tomadas muito longas para várias cenas.
Em uma mudança radical em relação aos filmes anteriores de Hamlet, Branagh definiu as cenas internas em um ambiente vibrante e colorido, apresentando uma sala do trono dominada por portas espelhadas; o estudioso de cinema Samuel Crowl chama o cenário de "filme noir com todas as luzes acesas". Branagh escolheu trajes e móveis da era vitoriana, usando o Palácio de Blenheim, construído no início do século XVIII, como o Castelo Elsinore para as cenas externas. Harry Keyishan sugeriu que o filme está estruturado como uma comparação épica e atraente com Ben-Hur, The Ten Commandments e Doctor Zhivago J. Lawrence Guntner ressalta, as comparações com o último filme são intensificadas pela presença de Julie Christie (Lara de Zhivago) como Gertrudes.
Quando garoto, em Belfast, Branagh vislumbrou pela primeira vez o príncipe da Dinamarca num programa do Dr. Kildare na TV. A interpretação de Richard Chamberlain para Hamlet o deixou intrigado, e aos 15 anos Branagh assistiu à peça no teatro, protagonizada por Derek Jacobi.
Em entrevista à Folha de S.Paulo, Branagh respondeu sobre o que diferencia a sua versão de Hamlet das anteriores, principalmente da versão de 1990, com Mel Gibson no papel-título e da razão que o levou a se especializar em Shakespeare:
Minha versão é puro suspense. Busquei inspiração em filmes de Alfred Hitchcock. Logo no início, a primeira fala é "quem está aí?", vinda de uma pessoa absolutamente amedrontada do lado de fora de um palácio. O filme tem ação. Mas nunca gratuita. Provavelmente tivemos mais dinheiro que as outras adaptações. Usamos US$ 18 milhões, mas a impressão que se tem é que foram gastos US$ 100 milhões. O nosso "Hamlet" é um filme como nunca se viu. Não esperamos do público uma reação de quem simplesmente toma um remédio. Shakespeare foi um cara extraordinário. Encaro como uma missão passar adiante meu entusiasmo com o seu trabalho. Eu vim de uma família de classe operária. Ninguém da minha família teve chance de ver uma peça de Shakespeare. A minha casa não tinha nem livros. Não existe qualquer razão para eu me sentir tão atraído pelo seu trabalho. Faço adaptações de seus textos para que pessoas como os meus pais possam conhecer. Tento tornar sua obra acessível a todos que pensam que Shakespeare é maçante.

### Filmagem
Hamlet foi gravado com Panavision Super 70 por Alex Thomson. Foi o último longa-metragem a ser rodado em 70 mm até a produção de The Master em 2012.. Branagh foi um dos poucos a usar câmeras de filme de 65 mm depois disso, em seu filme de 2017, Murder on the Orient Express. As filmagens ocorreram de 25 de janeiro a 12 de abril de 1996.

### Música
A trilha sonora para Hamlet foi composta e coproduzida pelo freqüente colaborador de Kenneth Branagh, Patrick Doyle, e conduzida por Robert Ziegler. Doyle compôs três temas principais para o filme para acompanhar os personagens de Ofélia, Cláudio e Hamlet, que variam ao longo da trilha. O tema "simples e infantil" de Ofélia é predominantemente dominante de cordas, geralmente realizado por um quarteto de cordas, mas ocasionalmente acompanhado por um conjunto completo de cordas ou coro misto. Para Cláudio, Doyle compôs um tema na forma de um cânone demente, usando mais harmonias do século XX. O tema de Hamlet foi considerado por Doyle o mais assustador e evasivo de se conceber, antes de se estabelecer um motivo mais "simples" para acompanhar o caráter contemplativo.
A trilha sonora foi lançada em 10 de dezembro de 1996 pela Sony Classical Records e apresenta vinte e seis faixas musicais em um tempo de execução de mais de setenta e seis minutos. Por seu trabalho no filme, Doyle recebeu uma indicação ao Oscar de Melhor Trilha Sonora Original.
1. In Pace (3:07) – realizado por Plácido Domingo (isso é ouvido no filme durante os créditos finais)
2. Fanfare (0:48)
3. "All that lives must die" (2:40)
4. "To thine own self be true" (3:04)
5. The Ghost (9:55)
6. "Give me up the truth" (1:05)
7. "What a piece of work is a man" (1:50)
8. "What players are they" (1:33)
9. "Out out thou strumpet fortune" (3:11)
10. "To be or not to be" (1:53)
11. "I loved you once" (3:27)
12. "Oh, what a noble mind" (2:41)
13. "If once a widow" (3:36)
14. "Now could I drink hot blood" (6:57)
15. "A foolish prating nave" (1:05)
16. "Oh heavy deed" (0:56)
17. "Oh here they come" (4:39)
18. "My thoughts be bloody" (2:52)
19. "The doors are broke" (1:20)
20. "And will 'a not come again?" (1:59)
21. "Alas poor Yorick" (2:49)
22. "Sweets to the sweet – farewell" (4:39)
23. "Give me your pardon sir" (1:24)
24. "Part them they are incensed" (1:47)
25. "Goodnight, sweet prince" (3:36)
26. "Go bid the soldiers shoot" (2:52)

## Lançamento
Hamlet foi exibido fora de competição no Festival de Cannes de 1997. Uma edição mais curta do filme de Branagh, com aproximadamente duas horas e meia de duração, também foi exibida em alguns mercados, incluindo os cinemas brasileiros.

### Mídia doméstica
Um DVD de 2 discos foi lançado nos EUA e no Canadá em 14 de agosto de 2007. Ele inclui um comentário completo do estudioso de Branagh e Shakespeare, Russell Jackson. Um disco Blu-ray foi lançado em 17 de agosto de 2010 nos EUA e no Canadá com recursos adicionais semelhantes, incluindo uma introdução de Kenneth Branagh, a reportagem "To Be on Camera: A History with Hamlet", a promoção do Festival de Cannes de 1996 e a Galeria de trailers de filmes de Shakespeare.

## Recepção

### Bilheteria
Hamlet não foi um sucesso nas bilheterias, principalmente devido ao seu lançamento limitado. O filme ganhou pouco mais de US$90,000 em seu fim de semana de estreia, sendo exibido em três telas. Ele faturou pouco mais de US$30,000 na República Tcheca (o único mercado externo do filme) e, finalmente, foi exibido em menos de 100 telas nos Estados Unidos, elevando seu total bruto para pouco menos de US$5 milhões, com um orçamento de US$18 milhões.

### Resposta da crítica
Hamlet recebeu críticas positivas. Atualmente, detém uma classificação de 95% no Rotten Tomatoes com o consenso, "A extensa adaptação de Kenneth Branagh, com textura fina da obra-prima de Shakespeare, faz jus ao seu material de origem, usando performances fortes e um foco cinematográfico nítido para criar um filme ressonante que não desperdiça seus 246 minutos".
Roger Ebert, crítico de cinema do Chicago Sun-Times, premiou o filme com quatro estrelas, comparando-o com a louvada versão de 1948 Laurence Olivier, afirmando: "Hamlet de Branagh não possui a intensidade narcísica de Laurence Olivier (no vencedor do Oscar de 1948), mas o filme como um todo é melhor, colocando Hamlet no contexto mais amplo da política real, e tornando-o menos sujeito a pena". Janet Maslin do The New York Times também elogiou a direção e a performance de Branagh, escrevendo: "Este Hamlet, como a versão de Branagh de Muito Barulho por Nada, adota uma abordagem franca, de tentar tudo para sustentar seu valor de entretenimento, mas suas jogadas costumam evidenciar o sólido desempenho de Branagh. Seu próprio desempenho é a melhor evidência de todos". O próprio Branagh disse que seu objetivo era "contar a história com a maior clareza e simplicidade".
Alguns críticos, principalmente Stanley Kauffmann, declararam que o filme era a melhor versão cinematográfica de Hamlet já feita. O crítico de cinema online James Berardinelli escreveu para o filme uma crítica de quatro estrelas e declarou Hamlet de Branagh como a melhor adaptação de Shakespeare de todos os tempos, classificando-o como o melhor filme de 1996, o quarto melhor filme dos anos 90 e um dos seus 101 filmes favoritos de todos os tempos, dizendo: "Desde o momento em que foi anunciado pela primeira vez que Branagh tentaria um Hamlet completo, nunca duvidei que seria um esforço digno ... Vi dezenas de versões dessa peça e nenhuma jamais me segurou em tal aperto de admiração".
O filme teve seus detratores, no entanto, com Lloyd Rose, do The Washington Post, chamando-o de "o equivalente ao filme de um livro de mesa de café luxuosamente ilustrado" e Desson Thomson escrevendo sobre a performance de Branagh: "as escolhas que ele faz geralmente são superestendidas. Quando é hora de ser engraçado, ele desliza por cima. Quando está triste ou comovido, ele faz um barulho mecânico na garganta". John Simon chamou a performance de Branagh de "forte" e "não é fácil de gostar" e disse que a direção de Branagh usava "explicitação onde Shakespeare ... se contentava com sutileza ou mera sugestão". Leonard Maltin, que deu ao filme três estrelas positivas em seu Guia de filmes e vídeos (e deu quatro estrelas à versão de Olivier de Hamlet), elogiou a cinematografia de Alex Thomson, mas afirmou que "Branagh essencialmente apresenta uma performance de palco quase tão exagerado como alguns de seus toques na direção".
Hamlet, de Kenneth Branagh, ocupa o terceiro lugar na lista dos Melhores Filmes de Shakespeare do Rotten Tomatoes, logo atrás de Ran, de Akira Kurosawa, (1985, baseado em Rei Lear), que ocupa o segundo lugar, e o próprio Henry V (1989) de Branagh, que ocupa o primeiro lugar.

## Principais prémios e nomeações
Óscar 1997 (EUA)
- Indicado nas categorias de Melhor Roteiro Adaptado, Melhor Direção de Arte, Melhor Trilha Sonora - Drama e Melhor Figurino.

BAFTA 1997 (Reino Unido)
- Indicado nas categorias de Melhor Figurino e Melhor Desenho de Produção.

Prêmio SDFCS 1996 (San Diego Film Critics Society Awards, EUA)
- Venceu na categoria de Melhor Ator (Kenneth Branagh).

## Jogo
Um jogo de spin-off intitulado Hamlet: A Murder Mystery foi uma coprodução entre Pantheon e Castle Rock-Entertainment. Este foi sem dúvida o primeiro videogame baseado em um trabalho de Shakespeare. Este CD-ROM é dividido em duas partes, intituladas: "Ser" (onde os jogadores podem fazer Hamlet na narrativa) e "Não ser" (onde os jogadores podem ler os textos). Na jogabilidade, os jogadores vagam pelo castelo tentando localizar o assassino.
Galley Cat considerou "O videogame Hamlet que aquele tempo esqueceu". Shakespeare Studies, Volume 38, pensou que o jogo mostra o potencial do filme como meio termo para obras digitais, oferecendo uma narrativa sonora que pode ser manipulada pelas escolhas dos jogadores. Hamlet de Shakespeare em uma era de exaustão textual sentiu que o jogo oferecia uma reformulação da trama que dava à agência do jogador e uma sensação de imersão. Quandary elogiou o jogo por sua natureza em várias camadas e sua embalagem.